# Corvus hawaiiensis
Corvus hawaiiensis е вид птица от семейство Вранови (Corvidae). Видът е вече изчезнал от дивата природа. Обитавал е САЩ.

## Разпространение
Видът е разпространен в САЩ.